# Ksienija Suchinowa
Ksienija Władimirowna Suchinowa, ros. Ксения Владимировна Сухинова (ur. 26 sierpnia 1987 w Niżniewartowsku)  – rosyjska uczestniczka konkursów piękności, zwyciężczyni konkursu Miss Rosji 2007 oraz Miss World 2008.
13 grudnia 2008 w Johannesburgu w Południowej Afryce zdobyła tytuł Miss World. Mierzy 178 cm wzrostu.